# Gastroserica kucerai
Gastroserica kucerai är en skalbaggsart som beskrevs av Ahrens och Pacholatko 2003. Gastroserica kucerai ingår i släktet Gastroserica och familjen Melolonthidae. Inga underarter finns listade i Catalogue of Life.